# Goe auf der Hamel
Goe auf der Hamel war im Mittelalter ein sächsischer Gau im Nordosten Hamelns, begrenzt von der Hamel (Fluss).
Um 1130 wird ein Graf Theoderich von Holthusen genannt, der als Gerichtsherr die beiden Dingstühle in Münder und Diedersen innehatte und dessen Gebiet wohl zwischen Münder und Hameln lag.
Anfang des 13. Jahrhunderts begannen in diesem Gebiet die Grafen von Hallermunt ihre Grafschaft aufzubauen. Zu ihrem Territorium gehörte wahrscheinlich auch seit 1248 Goe Pattensen, Gestorf, Eldagsen. Seit 1260 gehörte ihnen auch das Goe auf der Hamel.
Im Mittelalter war Groß Hilligsfeld Sitz des Gografen für den Gerichtsbezirk. 1586 teilte der Wolfenbütteler Herzog Julius das Dorf dem Amt Springe zu.
- Karte mit allen verlinkten Seiten:
- OSM |
- WikiMap